# Кадировська сільська рада
Кади́ровська сільська рада (рос. Кадыровский сельский совет) — муніципальне утворення у складі Ілішевського району Башкортостану, Росія. Адміністративний центр — село Кадирово.

## Населення
Населення — 963 особи (2019, 1147 у 2010, 1284 у 2002).

## Склад
До складу поселення входять такі населені пункти:
| Населений пункт      | Населення, осіб (2002) | Населення, осіб (2010) |
| -------------------- | ---------------------- | ---------------------- |
| Кадирово, село       | 832                    | 754                    |
| Кизил-Куч, присілок  | 17                     | 5                      |
| Сингряново, присілок | 419                    | 388                    |
| Яна-Турмуш, присілок | 16                     | 0                      |